# Bandera del Chocó
La bandera del Chocó es el principal símbolo oficial del departamento colombiano del Chocó. Es particularmente similar a la bandera de Gabón.

## Disposición y significado de los colores
La bandera se compone de tres franjas horizontales ocupadas cada una de ellas por los colores verde, amarillo y azul. El ancho de la franja superior es de la mitad de la bandera, mientras las dos franjas inferiores poseen un ancho de tan solo un cuarto del total.
Los colores poseen los siguientes significados:
- El verde, que ocupa la parte superior, significa riqueza de los bosques y selvas chocoanas.

- El amarillo, que está encajado en la mitad y ocupa un cuarto de la bandera, representa la riqueza en oro de las tierras y minas chocoanas.

- El azul ocupa el último cuarto de la bandera y representa la abundancia de los recursos hídricos así como los dos mares que bañan el Departamento.